# Vlycháda (Réthymnon)
Vlycháda, en grec moderne : Βλυχάδα, est un village du dème de Mylopótamos, en Crète, en Grèce. Selon le recensement de 2011, la population de Vlycháda compte 163 habitants. Il est situé à une altitude de 50 m et à une distance de 31 km de Réthymnon.